# I Need Mine
I Need Mine – trzeci album studyjny (czwarty w ogóle) amerykańskiego rapera Lil’ Flipa. Został wydany 27 marca, 2007 roku. Gościnnie występują Mike Jones, Lyfe Jennings, Big Pokey, Lil’ Keke, Nate Dogg, i Mannie Fresh. Zadebiutował na 15. miejscu na Billboard 200 ze sprzedażą 43.000 egzemplarzy w pierwszym tygodniu.

## Lista utworów

### CD 1
| #  | Tytuł                               | Producent(ci)                   | Goście               | Czas |
| -- | ----------------------------------- | ------------------------------- | -------------------- | ---- |
| 1  | „Intro”                             | Lil’ Flip                       |                      | 0:59 |
| 2  | „I Get Money”                       | The Synphony                    | Rick Ross            | 3:41 |
| 3  | „Fly Boy”                           | Lil’ Flip & Shorty P            |                      | 3:58 |
| 4  | „Ghetto Mindstate (Can't Get Away)” | The Synphony                    | Lyfe Jennings        | 3:54 |
| 5  | „Bust A Clip”                       | Attractive Productions          |                      | 4:03 |
| 6  | „Playa 4 Life”                      | The Synphony                    | Chamillionaire       | 4:01 |
| 7  | „Starched & Cleaned”                | Carnival Beatz                  | Big Pokey, Lil’ Keke | 4:41 |
| 8  | „Flippin'”                          | The Synphony                    | Mýa                  | 3:47 |
| 9  | „Addicted (Mary Jane)”              | The Synphony                    |                      | 4:22 |
| 10 | „White Cup”                         | Lil’ Flip & Shorty P            | Mike Jones           | 3:43 |
| 11 | „Find My Way”                       | The Synphony & Russell Rockwell | Robin Andre          | 4:48 |
| 12 | „Single Mother”                     | The Synphony                    |                      | 3:57 |
| 13 | „Say It To My Face”                 | Z-Ro                            | Z-Ro                 | 3:45 |
| 14 | „Can't U Tell”                      | DJ Squeaky                      | Squad Up, MJG        | 5:08 |
| 15 | „I Just Wanna Tell U”               | DJ Paul & Juicy J               |                      | 2:31 |
| 16 | „Block Money”                       | Attractive Productions          |                      | 2:42 |
| 17 | „Sorry Lil’ Mama”                   | The Synphony                    | Z-Ro & Nutt          | 3:57 |
| 18 | „I'm a Baller (Flip My Chips)”      | The Synphony & Falling Down     |                      | 3:22 |
| 19 | „Take You There”                    | The Synphony                    | Nate Dogg            | 4:06 |
| 20 | „Hall of Fame Graveyard”            | The Synphony                    |                      | 3:33 |

### CD 2
| #  | Tytuł                       | Producent(ci)          | Goście        | Czas |
| -- | --------------------------- | ---------------------- | ------------- | ---- |
| 1  | „We Go Make It Out Da Hood” | Frank Nitty            | Big Shasta    | 3:51 |
| 2  | „Cruise Control”            | Attractive Productions |               | 3:25 |
| 3  | „Hustle”                    | Attractive Productions |               | 3:52 |
| 4  | „Real Hip-Hop”              | Mel Beatz              |               | 2:51 |
| 5  | „Stay Ballin'”              | Lil’ Flip & Shorty P   | Yukmouth      | 4:37 |
| 6  | „Get It Crunk”              | Russell Rockwell       |               | 4:08 |
| 7  | „Tell Me”                   | Scott Storch           | Collie Buddz  | 3:48 |
| 8  | „3,2,1 Go!”                 | DJ Paul & Juicy J      | Three 6 Mafia | 4:24 |
| 9  | „Make It Shake”             | Lil’ Flip & Shorty P   |               | 3:44 |
| 10 | „Pimp Juju (Skit)”          | Lil’ Flip              |               | 0:57 |
| 11 | „You'z A Trick”             | Salaam Remi            |               | 4:08 |
| 12 | „The Souf”                  | Fyngaz                 | C-Note, D-Red | 5:04 |
| 13 | „Family Tradition”          | Z-Ro                   |               | 4:14 |
| 14 | „What It Do”                | Mannie Fresh           | Mannie Fresh  | 4:01 |
| 15 | „Warrior”                   | Lil’ Flip & Shorty P   |               | 3:36 |
| 16 | „Fly Boy [Remix]”           | Lil’ Flip & Shorty P   | Mike Jones    | 3:58 |
| 17 | „You'z A Trick [Remix]”     | Salaam Remi            | UGK           | 4:49 |
| 18 | „Give Me a Beat”            |                        |               | 3:12 |
| 19 | „After Party”               |                        |               | 3:36 |